# Le Vray Portrait du chat du grand-duc de Moscovie
Le Vray Portrait du chat du grand-duc de Moscovie est une estampe de Wenceslas Hollar conservée à la Bibliothèque nationale de France. Elle a été gravée à l'eau-forte en 1646, puis au burin en 1663.

## Description
Le sujet de l'estampe est un chat, dont le regard est sévère et sérieux. Les oreilles sont dressées, comme un taureau enragé par la corrida.
Sous l'image se trouve une inscription en français : « Le Vray Portrait du chat du grand-duc de Moscovie » et la date : « 1663 ». La gravure n'est pas signée et l'éditeur de la gravure n'est pas identifié. Dans les marges de la gravure se trouvent des signatures manuscrites : « G 155018 » et « 4190 ».
La taille de la feuille est de 231 × 180 mm. La hauteur de la tête du chat est de 198 mm. 

## Histoire et provenance
Datée de 1663, la gravure est attribuée à Wenceslas Hollar (1607-1677). Jusqu'en 1863, elle se trouvait dans la collection d'éditions imprimées sur l'histoire de France de Michel Hennin, répertoriée dans sa collection sous le numéro 4190. Le collectionneur a légué l'estampe à la Bibliothèque nationale de France, qui la conserve actuellement (FRBNF41075832, Département Estampes et photographie, RESERVE QB-201 (46)-FOL),,.
Certains prétendent que l'artiste Frederik de Moucheron aurait d'abord dessiné le portrait du chat pour illustrer le livre de l'ambassadeur autrichien Augustin Meyerberg (ru) intitulé Voyage en Moscovie. Cependant, cette image ne figure pas parmi les dessins de l'ouvrage. Les dessins du livre ne sont pas de Moucheron, mais de I. R. Storn et Pühmann, qui faisaient partie de l'entourage de Meyerberg lors de son voyage en Russie.
Le musée de l'Ermitage possède un dessin authentique de Moucheron. Le 24 mai 2014, à l'occasion de la Journée du chat de l'Ermitage (organisée par M. B. Khaltunen), le musée a exposé dans le foyer du théâtre de l'Ermitage Le Vray Portrait du chat du grand-duc de Moscovie (1661), qui, selon les organisateurs de la petite exposition, représente le chat préféré du tsar Alexis Ier. Mais cette œuvre a été caractérisée dans l'annotation de l'exposition non pas comme un dessin authentique de Moucheron, mais comme une « gravure de la seconde moitié du XIXe siècle, réalisée d'après l'original » par l'artiste hollandais Frederick de Moucheron.

## Dessins préparatoires et versions
L'estampe figure dans le catalogue de l'historien de l'art allemand du XIXe siècle Gustav Parthey (en), Wenzel Hollar : beschreibendes Verzeichniss seiner Kupferstiche, sous le numéro 2110. Parthey mentionne sous ce numéro deux gravures connues de lui représentant le même sujet et précise que celles-ci, différant légèrement par leur taille, constituent selon lui une variation sur le thème du chat représenté sous le numéro 2109.

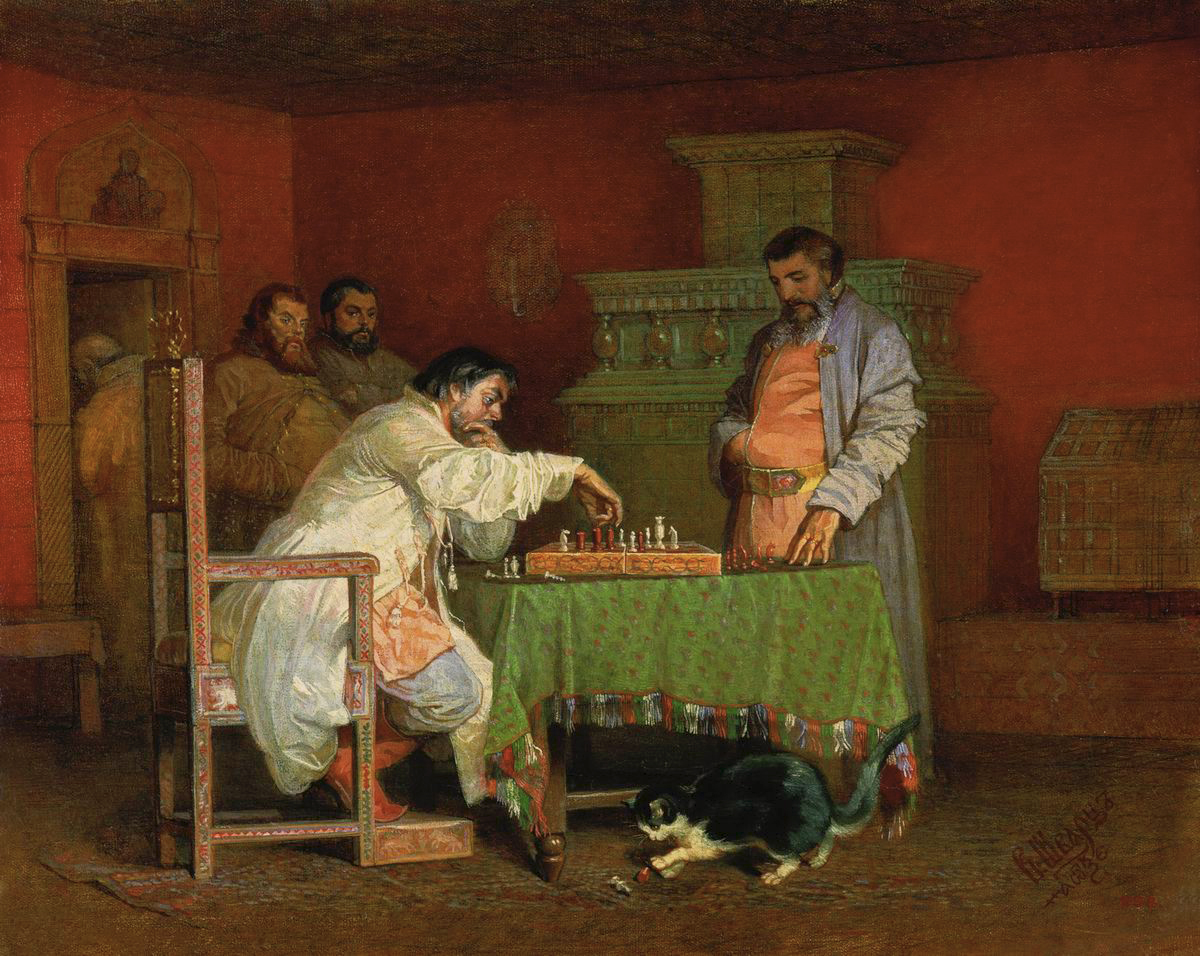
Scène de la vie quotidienne des tsars russes, tableau de Viatcheslav Schwartz (1865). On y voit le chat d'Alexis Ier jouant avec des pièces d'échecs tombées de l'échiquier sur le sol.

Dans la collection du collectionneur russe et historien de l'art du XIXe siècle Dmitry Rovinsky, se trouvait une gravure qu'il a décrite dans le livre Материалы для русской иконографии (Matériaux pour l'iconographie russe) comme « Le chat du tsar de Moscou ; gravure de Hollar (Hollar) 1661 ». Il a publié une note sur cette gravure dans son livre Русские народные картинки (Images folkloriques russes). Rovinsky écrit que cette gravure est extrêmement rare, et qu'il en connaît trois exemplaires conservés, selon lui, à la Gemäldegalerie Alte Meister (avec l'inscription en français : « Authentique portrait du chat du grand-duc de Moscovie » et la date : « 1661 »), à la Bibliothèque nationale russe de Saint-Pétersbourg et dans sa propre collection. Un certain Chizhev (G. Chizhov, selon Ivan Sneguiriov), rapporte qu'il a vu à Dresde une copie de cette gravure, mais sans datation, recadrée par le bas, et a décidé que le chat appartenait au tsar Ivan le Terrible. L'historien de l'art du XIXe siècle Ivan Sneguiriov, dans son livre Лубочные картинки русского народа в Московском мире (Images du peuple russe dans le monde moscovite), définit clairement l'époque de la gravure comme étant le règne d'Alexis Ier, et non celui d'Ivan le Terrible, et qualifie le chat représenté sur la gravure de « chat préféré d'Alexei Mikhailovich ». Sneguiriov, sur la base d'une telle datation de la gravure, considère le loubok Погребение кота мышами (Enterrement d'un chat par des souris) comme une satire du tsar Alexis Ier, et la gravure de Hollar, selon lui, a servi de « sujet pour la composition d'un tel tableau ».
La gravure est mentionnée dans A Descriptive Catalogue of the Etched Work of Wenceslaus Hollar 1607-1677, de l'historien d'art britannique Richard Pennington. Il considère cette gravure comme une représentation du même chat que la gravure numéro 2109, et la gravure elle-même comme une copie de celle-ci. Pennington note que l'inscription est différente et qu'elle est en deux langues au-dessus et au-dessous de l'image : « Dobrá kočzka která nemlsá » (en tchèque : « Un bon chat qui ne mange pas ») et « Daß ist eine gutte Katz, die nicht nascht » (en allemand : « C'est un bon chat qui ne vole pas de nourriture »). Le n° 2109 porte la signature de l'artiste et la date de création « WHollar fecit / 1646 ». Sous le numéro 2108 de son catalogue figure également le « Portrait d'un chat » avec la signature et la date : « WHollar fecit / 1646 ».
Le Vray Portrait du chat du grand-duc de Moscovie est la plus ancienne représentation de cet animal dans une gravure en Russie. Cette étrange circonstance est parfois expliquée par le fait que la gravure ne représente pas du tout un chat, mais le tsar Alexis Ier lui-même sous les traits d'un chat. Selon eux, les artistes n'osaient pas reproduire le vrai visage du souverain au XVIIe siècle, et il n'existait que des portraits d'apparat. Mais pour reprendre la langue d'Ésope, l'image d'un chat véhiculant le caractère du grand-duc de Moscou, aucun maître européen ne pouvait l'interdire.

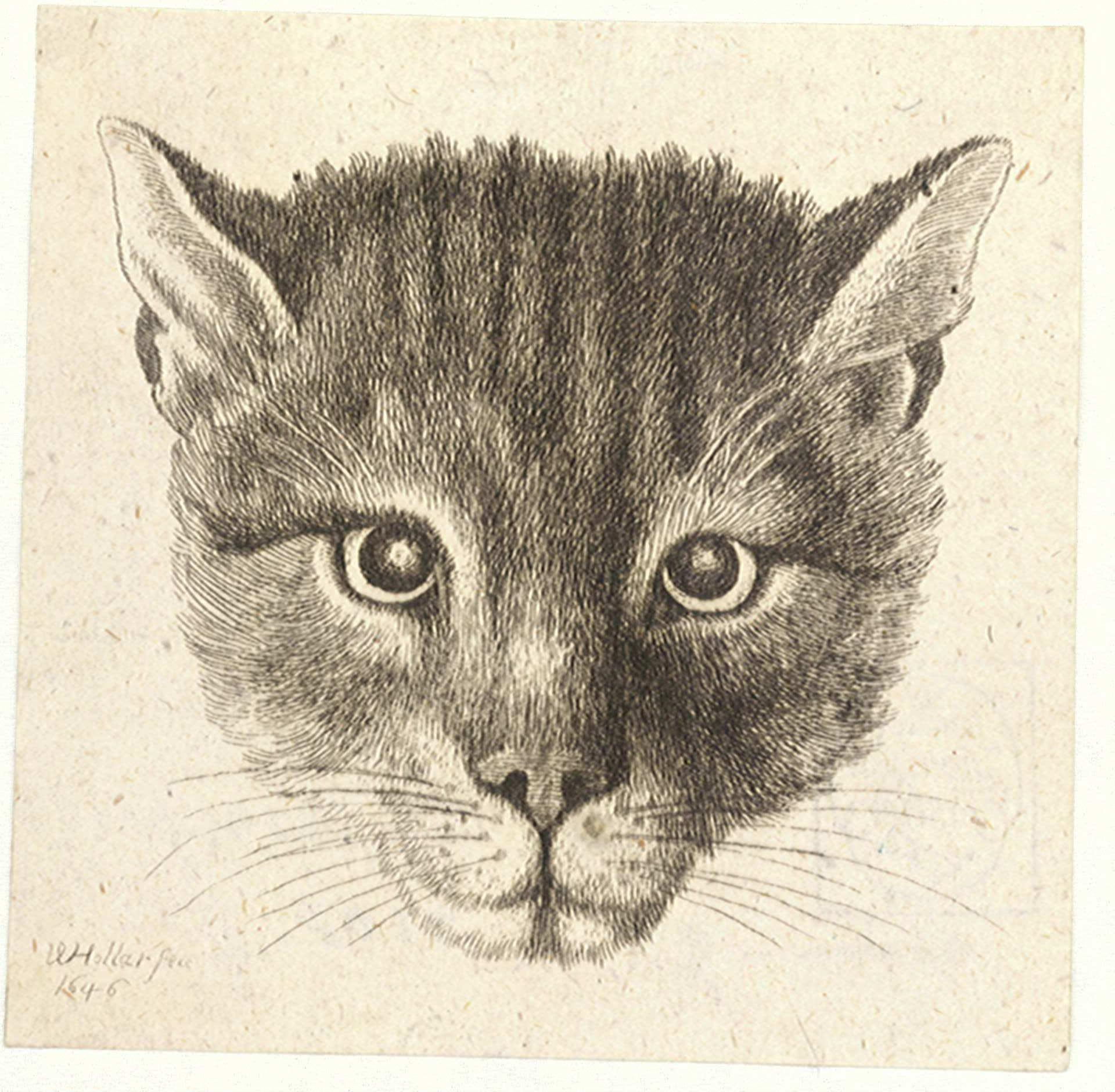
Tête de plus petite taille (n. d.), Bibliothèque de livres rares Thomas Fisher.
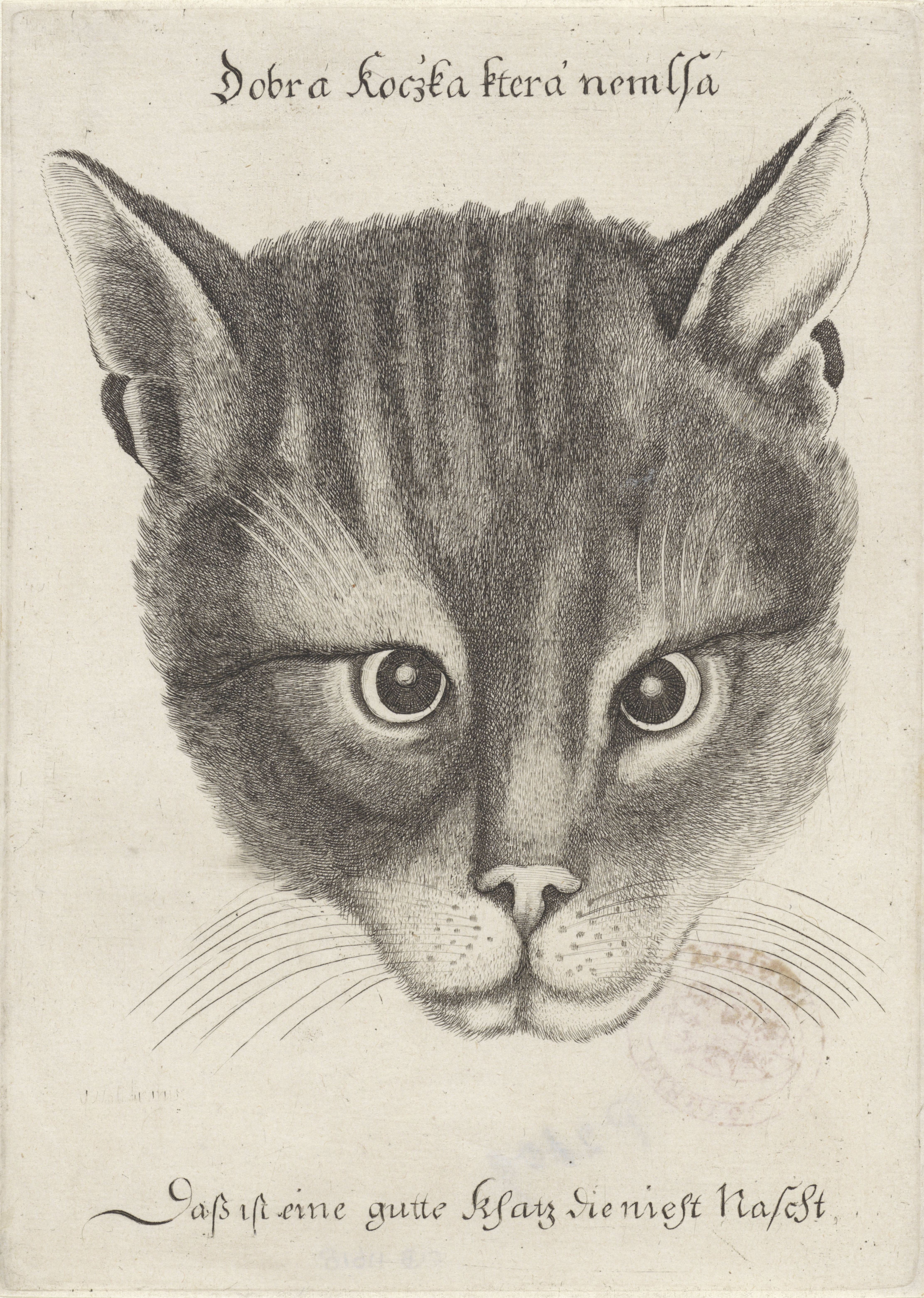
Eau-forte de 1646, au Rijksmuseum Amsterdam.
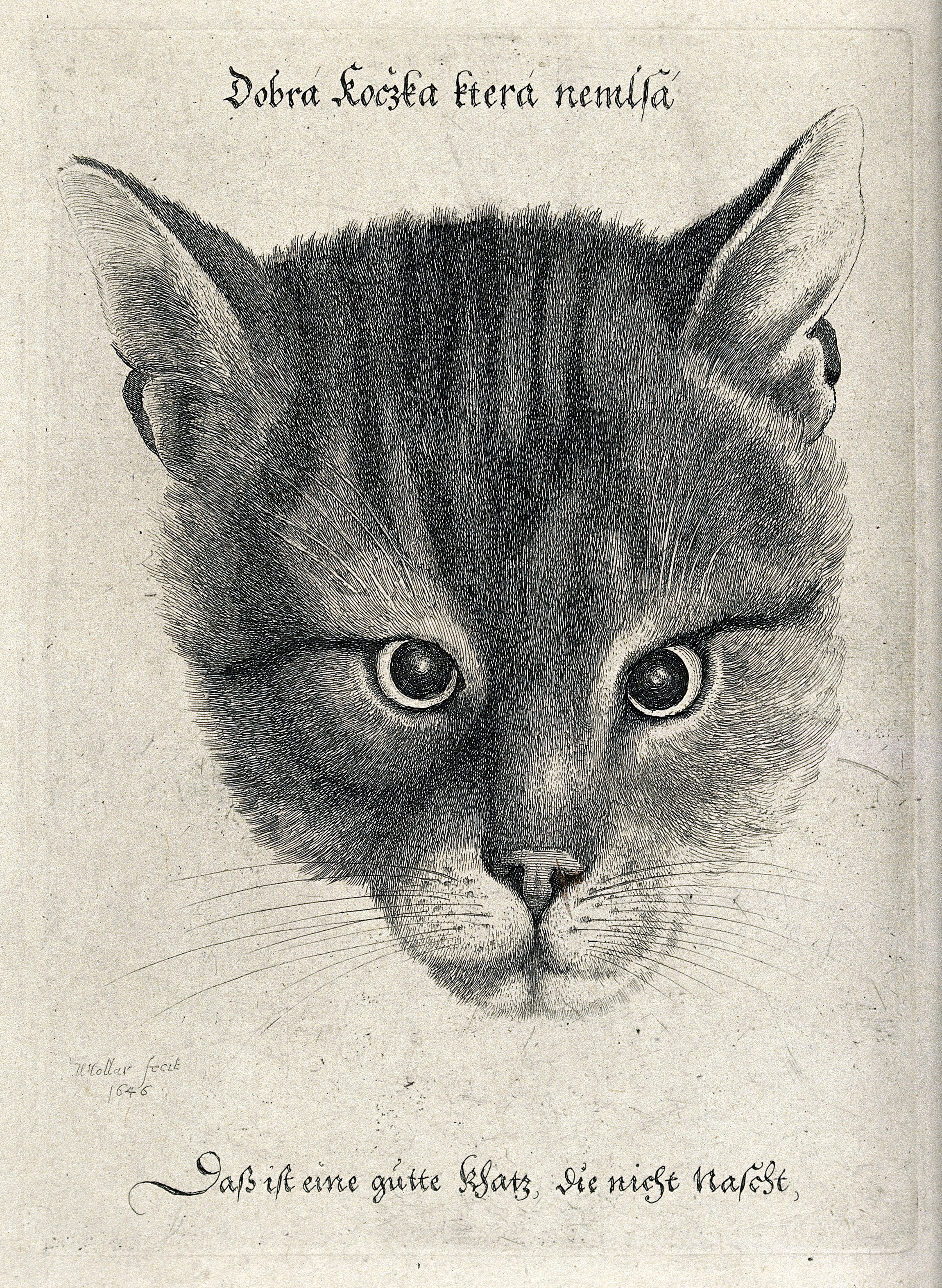
Eau-forte de 1646, Wellcome Collection.
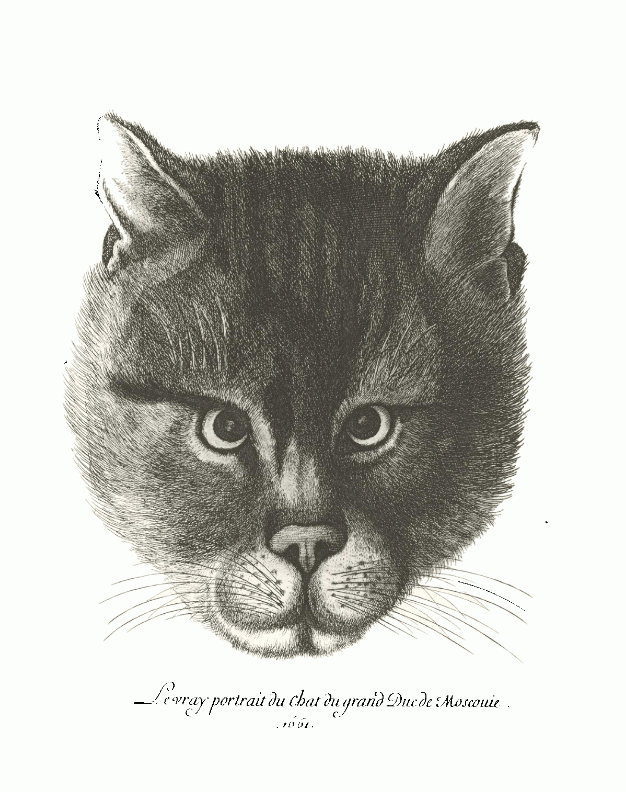
Version de 1661 publiée dans le livre Matériaux pour l'iconographie russe (1884).